# 개러지 록
개러지 록(영어: garage rock)은 '개러지(차고)'같이 음악을 할 만한 좋은 환경과 능력을 갖추지 않아도 충분히 멋진 음악을 할 수 있다는 DIY 정신을 담은 록 장르이다.개러지 록이라는 용어는 60년대 팝 록 그룹의 새로운 폭발을 묘사하기 위해 미국에서 처음 사용되었습니다. 펑크 록은 이 장르에서 성장했습니다. ,「 대표적인 밴드: MC5 」 차고를 가진 사람들이 하는 음악이니 주류에 대항하는 노동자 계급을 뜻하는 펑크와는 늬앙스가 다른 음악이라 할 수 있겠다. 개러지 록의 음악적 특징은 '독특함'과 '아마추어'로 요약될 수 있으며, '개러지 록(Garage Rock)'이란 단어가 익숙해진 것은 스트록스(The Strokes), 화이트 스트라입스(The White Stripes) 등의 21세기 '개러지 록 리바이벌' 영향이 컸다.

## 특징
'개러지 록'이라는 용어는 많은 연주자들이 어리고 서툴고, 가끔은 차고에서 리허설을 했다는 것에 대한 인식에서 만들어졌다. 몇몇 밴드들은 교외의 중학생들로 이루어져 있고, 다른 밴드들이 이십대의 전문적인 음악가들로 구성되어 있는 반면에, 몇몇은 시골이나 도시 지역 출신이다. 개러지 록 밴드의 연주는 보통 서투르고, 어수룩하다. 개러지 록의 가사는 당시의 흔한 가사들보다 잘 알아들을 수 없는 스크리밍, 샤우팅, 그로울링 창법을 사용하는 등 특히 공격적인 성향을 보인다. 개러지 록의 악기는 보통 퍼즈박스(fuzzbox)를 통해 왜곡된 기타를 사용하는 특징을 보인다. 그럼에도 불구하고, 개러지 록은 음악적 능력과 표현 방식에서 다양한 모습을 보인다.

## 같이 보기
- 아메리칸 록